# Echo Valley
Echo Valley é um futuro filme estadunidense, do gênero suspense, dirigido por Michael Pearce, estrelado por Julianne Moore e Sydney Sweeney, e coestrelado por Domhnall Gleeson, Kyle MacLachlan e Fiona Shaw.
Está programado para ser lançado em cinemas selecionados nos Estados Unidos em 6 de junho de 2025, antes de ser adicionado à Apple TV+ em 13 de junho.

## Sinopse
Kate Garrett (Julianne Moore) é uma mulher que está se recuperando de uma tragédia pessoal. Ela passa seus dias trabalhando com cavalos em Echo Valley, sua isolada e pitoresca fazenda no sul da Pensilvânia. Em uma noite, sua filha rebelde, Claire (Sydney Sweeney), aparece em sua porta, visivelmente assustada, tremendo e coberta de sangue.

## Elenco
- Julianne Moore como Kate Garrett
- Sydney Sweeney como Claire Garrett
- Domhnall Gleeson como Jackie
- Kyle MacLachlan como Richard Garrett
- Fiona Shaw como Jessie Oliver
- Edmund Donovan como Ryan
- Rebecca Creskoff como Emma Hanway[5]
- Audrey Grace Marshall[5]
- Taylor Nicole Kaplan[5]

## Produção
O filme foi anunciado em março de 2023, com roteiro de Brad Ingelsby e direção de Michael Pearce. Julianne Moore e Sydney Sweeney também foram anunciadas como as protagonistas. Em abril de 2023, Domhnall Gleeson foi escalado para a produção. Em maio de 2024, Kyle MacLachlan, Fiona Shaw e Edmund Donovan foram anunciados no elenco.
As filmagens foram iniciadas em Nova Jersey em maio de 2023, sob o título de produção "Wildvale", e terminaram no final de junho.  As locações incluíram o Condado de Hunterdon e o Condado de Morris.

## Lançamento
Está programado para ser lançado em cinemas selecionados nos Estados Unidos em 6 de junho de 2025, antes de ser adicionado à Apple TV+ em 13 de junho.